# Červený Kút
Červený Kút – osada stanowiąca część wsi Hybie w powiecie Liptowski Mikulasz.
Osada leży na prawym brzegu Wagu, przy ujściu do niego Bocy. Osada była terenem walk podczas powstania słowackiego. 
W osadzie stoi zrekonstruowany kasztel.